# Combraille

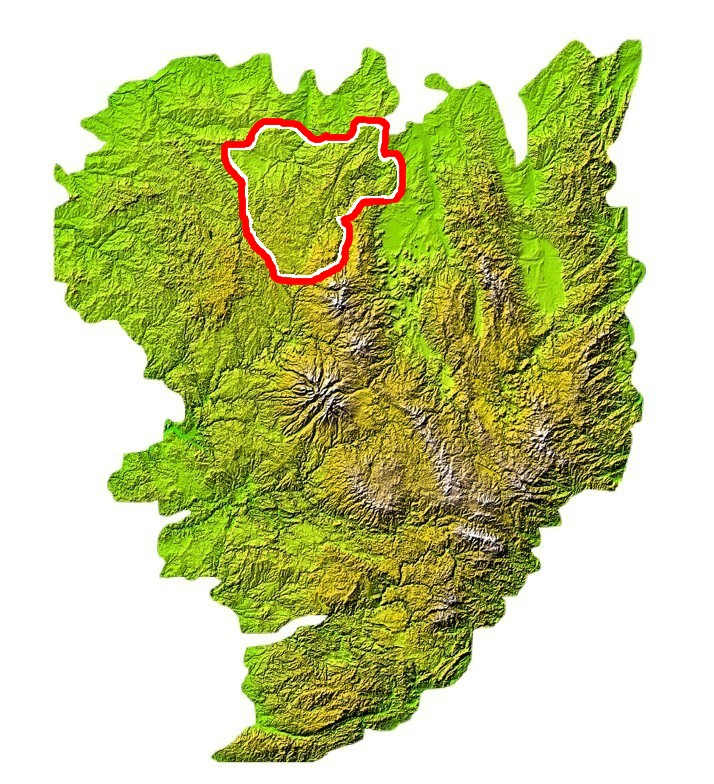
La Combraille all'interno del Massiccio Centrale

La Combraille, o Combrailles, è una regione montuosa della Francia, che si estende nella parte nord-occidentale del Massiccio Centrale, tra i dipartimenti dell'Allier e del Puy-de-Dôme in Alvernia-Rodano-Alpi e della Creuse nella Nuova Aquitania.
Il nome della zona deriverebbe dal gallico comboro, che significa "confluente", in allusione alle confluenze dei fiumi Tardes, Voueize e Cher.